# No Holds Barred: The Match/The Movie
No Holds Barred: The Match/The Movie was een professioneel worstel-pay-per-view (PPV) evenement dat georganiseerd werd door de Amerikaanse worstelorganisatie World Wrestling Federation (WWF, nu WWE). Het evenement vond plaats op 12 december 1989 in het Nashville Municipal Auditorium in Nashville, Tennessee. Het programma bestond uit de film No Holds Barred in zijn geheel, gevolgd door een wedstrijd die eerder was opgenomen tijdens een Wrestling Challenge opname op 12 december in Nashville, Tennessee.

## Matches
| Nr. | Match                                                                            | Winnaar(s)                   | Opmerkingen                                                                                                 | Bron  |
| --- | -------------------------------------------------------------------------------- | ---------------------------- | --- | ----- |
| 1D  | Dusty Rhodes vs. Big Boss Man                                                    | Dusty Rhodes                 | Eén-op-één Dark match.                                                                                      | [ 3 ] |
| 2D  | The Ultimate Warrior (c) vs. Dino Bravo                                          | The Ultimate Warrior         | Eén-op-één Dark match voor het WWF Intercontinental Championship.                                           | [ 3 ] |
| 3D  | The Colossal Connection (André the Giant & Haku) vs. Demolition (Ax & Smash) (c) | The Colossal Connection      | Tag Team Dark match voor het WWF Tag Team Championship. The Colossal Connection wonnen door een Count Ount. | [ 3 ] |
| 4D  | Mr. Perfect vs. Ronnie Garvin                                                    | Mr. Perfect                  | Eén-op-één Dark match.                                                                                      | [ 3 ] |
| 5   | Hulk Hogan & Brutus Beefcake vs. Randy Savage & Zeus (met Queen Sherri)          | Hulk Hogan & Brutus Beefcake | Steel Cage match                                                                                            | [ 1 ] |